# Just a Groove (Nomad-dal)
A Just a Groove című dal az angol Nomad 3. kimásolt kislemeze a Changing Cabins című albumról.

## Megjelenések
12"  UK Rumour Records – RUMAT 33
- A	Just A Groove	6:08
- B1	Just A Groove (Vocal Attack) 6:04
- B2	Just A Groove (Rave Mix) 5:35

## Slágerlista
| Slágerlista (1991)                 | Legjobb helyezés |
| ---------------------------------- | ---------------- |
| Ausztria (Austrian Singles Chart)  | 29               |
| Belgium (Belgian Singles Chart)    | 10               |
| Németország (German Singles Chart) | 32               |
| Írország (Ír slágerlista)          | 12               |
| Hollandia (Dutch Singles Chart)    | 6                |
| Svédország (Swedish Singles Chart) | 40               |
| Svájc (Swiss Singles Chart)        | 10               |
| UK (Brit kislemezlista)            | 16               |

## Közreműködő előadók
- Design – The Small White Dot
- Hangmérnök – Julian Gordon-Hastings
- Hangmérnök [Asszisztens] – Paul Bloom
- Háttér vokál – Sharon Dee Clarke
- Master – Miles.
- Fényképezte – Philip Ollerenshaw
- Producer – Damon Rochefort
- Programok – Mel Wesson
- Írták – D. Rochefort*, S. McCutcheon